# Cades (Carolina del Sur)
Cades es un área no incorporada ubicada del condado de Williamsburg en el estado estadounidense de Carolina del Sur. Es la ciudad natal del exgobernador de Robert McNair Evander.